# Manuel del Palacio Freire-Duarte
Manuel del Palacio Freire-Duarte: Pintor español nacido en Madrid en 1872 y muerto en Villaviciosa de Odón (Madrid) en 1920. Hijo del General José del Palacio y Rosales, y padre de Joaquín del Palacio (Kindel), y de José del Palacio, ambos artistas.

## Historia
Tras una primera etapa de formación en Madrid, se convirtió en discípulo de Ramón Romea en la Escuela de Bellas Artes de San Salvador, en Oviedo, ciudad en la que vivió entre los quince y los dieciocho años. Posteriormente volvió a Madrid, donde asistió durante unos meses a la escuela de colorido de la Real Academia de Bellas Artes de San Fernando. A partir de ese momento, prosperó rápidamente, merced a un profundo estudio de la naturaleza, de los diferentes coloridos en las diferentes estaciones del año, de los matices que le ofrecía el parque del retiro de Madrid, así como gracias a un amplio estudio de las técnicas de los grandes maestros del Museo del Prado. Eligió el camino del retrato, que fue la técnica que lo consagró como gran maestro, sin dejar los bodegones, los paisajes o las escenas urbanas de ese Madrid al que tanto quiso. Dentro del retrato, fue pintor de cámara de Alfonso XIII, a quien pintó en repetidas ocasiones, siendo el más importante el retrato propiedad del duque de Sotomayor, así como a la reina Victoria Eugenia, siendo su principal y más conocido retrato propiedad de la princesa de Battemberg. Sus relaciones sociales dentro de la corte de Alfonso XIII le convirtieron en el pintor favorito de la nobleza española y muy especialmente madrileña de principios del siglo XX, siendo muy conocido, entre otros, el retrato de la marquesa de Zarco, propiedad de Joaquín del Palacio. También retrató a la infanta María Teresa, al Infante Don Fernando, a la duquesa de Granada, a los marqueses de Mendigorria, a los de Matallana, y a un largo número de nobles de finales del siglo XIX y principios del XX. Tiene otras obras de carácter más costumbrista, como la "Lectora Zangolotina", acuarela que ganó el primer premio en la exposición de Panamá de 1916 y que corresponde un retrato de la hija mayor del pintor, Manuela del Palacio; o "La de las Trencillas", premiada también la exposición internacional de Buenos Aires de 1910; o "The Masterpieces" premiada en la Nacional de Madrid, también de 1910. Otras pinturas conocidas de este artista son "Española clásica", "La primera carta", "El bodegón de los Gatos" (propiedad este último de Joaquín del Palacio), "Tejados de Madrid", o el retrato de la escritora Angelina Alcaide de Zafra. Obtuvo premios en las exposiciones internacionales de Buenos Aires de 1910, la Nacional de Madrid de 1910, y medalla de oro en la Internacional de Panamá de 1916. También recibió menciones honoríficas en la Internacional de Roma de 1912 y en la de Brighton de 1914. Cabe destacar, como elemento anecdótico, la amistad no exenta de rivalidad que le unió a su tocayo Manuel del Palacio, poeta de la misma época, quien se refirió en numerosas ocasiones a él con ingeniosos sonetos críticos con su obra.
- Datos: Q5994822